# Kurnagala, Heggadadevankote
Kurnagala là một làng thuộc tehsil Heggadadevankote, huyện Mysore, bang Karnataka, Ấn Độ.